# Overboard (1987)
Overboard is een Amerikaanse speelfilm uit 1987 onder regie van Gary Marshall. De film werd kritisch ontvangen. De Washington Post noemde het een “heel banale farce, met eendimensionale karakters, een lang shot van haar blote kont, en veel pathetische sexgrappen.” Niettemin kreeg de film door het optreden van Goldie Hawn en Kurt Russell die sinds 1983 ook levenspartners zijn, een cult status.

## Verhaal
Dean Proffitt (Kurt Russell) is een timmerman en wordt ingeschakeld door Joanna Stayton (Goldie Hawn). Stayton is een schatrijke vrouw die op haar eigen jacht een nieuwe schoenenkast nodig heeft. Proffitt maakt een geheel nieuwe kast voor haar, maar aan het einde wil ze hem niet meer betalen. Reden daarvoor was dat hij een andere houtsoort had gebruikt dan zij wilde. Ze gooit hem dan ook in het water. Die avond ligt haar trouwring nog op het dek en wil ze hem halen. Door het donker kan ze weinig zien en valt ze ook in het water. Ze wordt gezien en naar het Elk Grove Hospital gebracht. Daar komen de doktoren erachter dat ze lijdt aan een geheugenverlies. De timmerman Dean krijgt het nieuws via de televisie te horen en krijgt een plan. Hij doet zich voor als haar man, wanneer hij in het ziekenhuis haar komt ophalen. Dean woont in een klein, rommelig huis samen met zijn zoontjes Travis, tweeling Greg en Charlie en Joey.
Proffitt doet haar voor als zijn vrouw, Annie Proffitt. Toch blijft ze vasthouden dat er iets niet klopt. Toch neemt ze haar taak als huisvrouw op en gaat Dean meer beseffen hoeveel ze voor hem en het gezin zorgt.
Later maken Dean en Annie plannen voor een midgetgolf met allerlei monumenten over de hele wereld. Maar na die opening komt Annie weer bij zichzelf en verandert ze weer in Joanna. Maar eenmaal op het schip komen Dean en zijn zoontjes achter haar aan. Het einde van de film speelt zich af in zee, waar zowel Annie als Dean het water in springen om elkaar tegemoet te komen.
Uiteindelijk krijgt Joanna al haar rijkdom voor haar zelf. Ze zei dat het niet het eigendom van haar man was.

## Rolverdeling
| Acteur                | Personage                     |
| --------------------- | ----------------------------- |
| Goldie Hawn           | Joanna Stayton/Annie Proffitt |
| Kurt Russell          | Dean Proffitt                 |
| Edward Herrmann       | Grant Stayton III             |
| Katherine Helmond     | Edith Mintz                   |
| Michael G. Hagerty    | Billy Pratt                   |
| Jared Rushton         | Charlie Proffitt              |
| Jamie Wild            | Greg Proffitt                 |
| Jeffrey Wiseman       | Joey Proffitt                 |
| Henry Allan Miller    | Dr. Norman Korman             |
| Brian Price           | Travis Proffitt               |
| Héctor Elizondo       | Garbage Scow Captain Tenati   |
| Sven-Ole Thorsen Olaf |                               |
| Gary Marshall Drummer |                               |
| Roddy McDowall        | Andrew                        |